# チャールズ・クラウス
チャールズ・オーガスト・クラウス（Charles August Kraus、1875年8月15日 - 1967年6月27日）はアメリカ合衆国の化学者である。

## 生涯
第一次世界大戦中は化学教授として、クラーク大学でアメリカ陸軍化学科の研究を監督した。後にブラウン大学の教授となり、原子爆弾を開発したマンハッタン計画の指導を行った。彼の研究は紫外線ランプ、パイレックスから加鉛ガソリンにまで及び、225報以上の論文を執筆した。
全米科学アカデミーフェロー選出。

## 受賞歴
- 1924年 ウィリアム・H・ニコルズ賞（アメリカ化学会）
- 1938年 フランクリン・メダル
- 1935年 ウィラード・ギブズ賞（アメリカ化学会）
- 1948年 勲章Navy Distinguished Public Service Award受勲
- 1950年 プリーストリー賞（アメリカ化学会）